# 别林斯高晋海

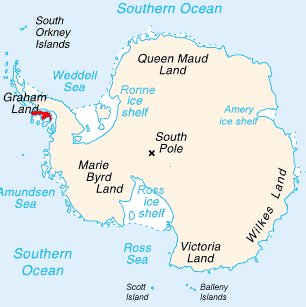
別林斯高晉海的位置（红色区域）

别林斯高晋海是太平洋极南部的一个陆缘海，位于南极半岛西侧亚历山大一世岛和瑟斯顿岛之间，因俄罗斯探险家法杰伊·别林斯高晋于1821年首次对此海域进行探测而得名。在上新世时期约215万年前，一颗小行星在这里与地球撞击，这是唯一一次已知的深海撞击。